# Patrick Rémy
Patrick Remy (Béchy, 25 agosto 1954) è un allenatore di calcio ed ex calciatore francese, di ruolo attaccante.